# Albert Helman
Lodewijk Alphonsus Maria Lichtveld, dit Lou Lichtveld, né le 7 novembre 1903 à Paramaribo et mort le 10 juillet 1996 à Amsterdam, est un homme politique, écrivain et poète surinamien. Aux Pays-Bas, il est connu sous le pseudonyme d'Albert Helman.
Il atteint la notoriété en 1923 après la publication de son recueil de poèmes intitulé De glorende dag (littér. le Jour naissant), jalon dans la littérature néerlandaise d'immigration. Trois ans plus tard, il publie Zuid-Zuid-West (littér. Sud-Sud-Ouest).
En 1931, il publie une pièce de théâtre sur le troisième voyage de Willem Barentsz.

## Œuvres
- 1923 - De glorende dag (poésie)
- 1926 - Zuid-zuid-west
- 1927 - Van pij en burnous (avec Albert Kuyle)
- 1928 - Mijn aap schreit
- 1929 - Hart zonder land
- 1930 - Serenitas
- 1931 - De stille plantage
- 1931 - Overwintering. Spel in drie bedrijven
- 1931 - Op zoek naar de spin
- 1931 - Wij en de literatuur (essai)
- 1932 - Het euvel Gods
- 1933 - De geluidsfilm (essai)
- 1933 - Waarom niet
- 1934 - Orkaan bij nacht
- 1935 - De dolle dictator. Het ondoorgrondelijke leven van Juan Manuel de Rosas (roman historique autour de la figure de Rosas)
- 1936 - Aansluiting gemist
- 1936 - Ratten
- 1936 - De kostbare dood
- 1937 - ’s Mensen heen- en terugweg
- 1937 - De sfinx van Spanje (témoignages et essais, sous le nom de Lou Lichtveld)
- 1939 - Het vergeten gezicht
- 1941 - De rancho der X mysteries
- 1941 - Put der Zuchten, oude en nieuwe Spaanse dichtkunst
- 1941 - Leef duizend levens. Inleiding tot het Lezen van romans (essai)
- 1942 - De dierenriem
- 1944 - Sebastiaan
- 1944 - Te geef (poésies)
- 1945 - Suriname aan de tweesprong (sous le nom de Lou Lichtveld)
- 1945 - Ontsporing (poésies)
- 1946 - Teutonenspiegel. Een les in literatuurgeschiedenis
- 1946 - Gerrit-Jan van der Veen. Een doodgewone held (essai)
- 1946 - Teutonenspiegel (essai)
- 1947 - Kleine kosmologie
- 1947 - Omnibus
- 1949 - Afdaling in de vulkaan
- 1949 - De eeuwige koppelaarster (essai)
- 1949 - Drie liederen (poésie)
- 1950 - Millioenen-leed. De tragedie der Joodse vluchtelingen (Arnhem 1940)
- 1952 - De laaiende stilte
- 1953 - De Medeminnaars
- 1953 - Mijn aap lacht
- 1954 - Spokendans

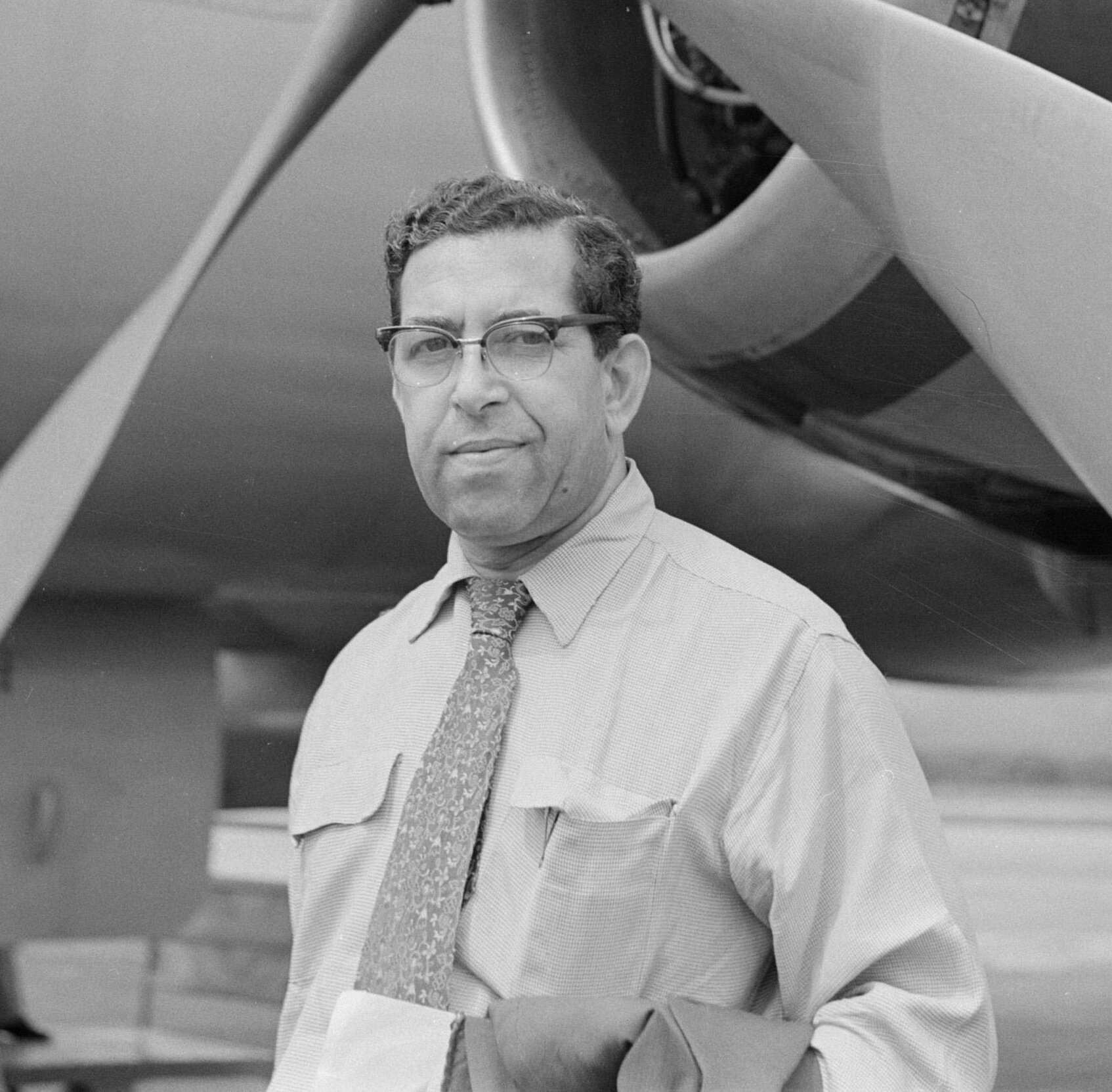
Albert Helman (1955)

- 1956 - Rondom een Westindisch passiespel
- 1958 - Suriname: Spiegel der Vaderlandse Kooplieden
- 1968 - Zaken, Zending en Bezinning
- 1974 - Over "Nationale" Letterkunde
- 1976 - Elf Facetten van Culturele Interactie in Suriname (essai)
- 1977 - De Levensgeschiedenis van Gerrit-Jan van der Veen 1902-1944 (biographie)
- 1977 - Facetten van de Surinaamse Samenleving
- 1977 - Cultureel Mozaïek van Suriname
- 1979 - Verzamelde Gedichten (poésie)
- 1980 - Suriname: Spiegel der vaderlandse kooplieden (2e édition révisée)
- 1980 - Het eind van de kaart (essai)
- 1980 - Vriend Pieter: Het Levensavontuur van Pieter van der Meer de Walcheren (biographie)
- 1982 - Semi-finale, Verzen (poésie)
- 1982 - Avonturen aan de wilde kust: De geschiedenis van Suriname met zijn buurlanden
- 1982 - Gebed voor de ezels en Andere Gedichten (poésie)
- 1983 - Oroenoko (traduction d'Oroonoko d'Aphra Behn, avec une postface de 104 pages sur la vie et l'œuvre de Behn)
- 1983 - Waar is vrijdag gebleven?
- 1983 - De foltering van Eldorado: Een ecologische geschiedenis van de vijf Guyana's
- 1984 - Uit en thuis. Over reizen en hun gevolgen
- 1984 - Hoofden van de Oayapok!
- 1985 - Wederkerige portretten. Een alternatieve autobiografie
- 1986 - Het vlas en de beuk. Een ware fabel
- 1988 - Zusters van liefde
- 1990 - Verdwenen wereld. Verhalen en schetsen uit Suriname
- 1992 - Mexico zingt. Een bloemlezing uit de Mexicaanse lyriek sinds de 15de eeuw
- 1993 - Peis noch vree
- 1994 - De G.G. van Tellus
- 1994 - Adyosi/Afscheid
- 1994 - Zomaar wat kinderen
- 1995 - Kroniek van Eldorado I. Folteraars over en weer
- 1995 - Kroniek van Eldorado II. Gefolterden zonder verweer
- 1999 - Amor ontdekt Aruba